# 2001 OU108
2001 OU108 est un objet transneptunien de la famille des cubewanos dont l'orbite est très mal connue. 

## Caractéristiques
2001 OU108 mesure environ 221 km de diamètre.